# Биддл, Николас
Николас Биддл (англ. Nicholas Biddle; 8 января 1786, Филадельфия, — 27 февраля 1844, там же) — президент (с 1822 года) Второго банка Соединенных Штатов.
По мнению Уильяма Энгдаля Николас Биддл, противодействуя президенту Джексону, организовал общенациональную рецессию Соединенных Штатов 1834 года (List of recessions in the United States).

## Происхождение и ранняя жизнь
Николас Биддл родился в городе Филадельфии, штата Пенсильвания. Прародители Биддла иммигрировали в Пенсильванию и участвовали в предреволюционной колониальной борьбе.
Отец Николаса, Чарльз Биддл (англ. Charles Biddle), был выдающимся преданным своему делу деятелем, касательно дела об Американской независимости и прослужил вице-президентом штата Пенсильвании во времена правления Бенджамина Франклина.
Также дядя Николаса, у кого было одинаковое имя с Николасом, являвшимся резидентом (жителем) Филадельфии был ранее морским героем. Другой дядя Николаса, Эдвард Биддл (англ. Edward Biddle), был членом Конгресса США в 1774 году.
Молодой Николас подавал большие надежды в учебе и был талантливым. Никто не сомневался, что юноша мог стать хорошо образованным человеком. Также фактом подтверждения его способности к обучению стало поступление в одну из престижных академий штата Пенсильвании в раннем возрасте.
В связи с его быстрой хваткой в процессе обучения и отличной успеваемости в учебе, он поступил в Университет штата Пенсильвании в возрасте 10 лет.
Когда университет отказал в присвоении научной степени подростку, Николас перешел в Принстонский университет и успешно окончил его в 1801 году, в возрасте 15 лет.
Его старший брат Томас Биддл (англ. Thomas Biddle) был героем войны 1812 года. Он был в хороших отношениях со своим младшим братом. Этому свидетельствует также то, что Томас был бы готов умереть в дуэли, защищая честь своего брата Николаса.
Прежде чем он окончил учебу по юриспруденции, ему официально предложили работу.
Пребывая в должности секретаря Джона Армстронга и министром иностранных дел США во Франции в одном лице, он уехал за границу в 1804 году, и был в Париже во время коронации Наполеона.
После этого он участвовал в проверке относительно гос.закупки штата Луизианы. Благодаря этому приобрел свой первый опыт в финансовых делах.
Биддл много путешествовал по Европе. По возвращении в Англию он служил секретарём при Джеймсе Монро. Позже он занял пост дипломатического представителя при Сент-Джеймсском дворе. В городе Кембридж (англ. Cambridge) Биддл принял участие в совещании с профессорами Кембриджского университета для привлечения их в участий для сравнения современного греческого диалекта и древнего греческого диалекта, который использовался древнегреческим поэтом Гомером. Данное действие привлекло внимание Монро.
В 1807 году Томас Биддл возвращается домой в Филадельфию. В тому времени он начинает практиковаться в написании научных статьей на разные темы, но преимущественно по искусствоведению.
Он становится членом редакционной коллегии журнала «Порт-фолио», который издавался с 1806 года по 1823 год. В 1811 году он женился на Джейн Крейг Маргарет (англ. Jane Margaret Craig), родившейся в 1792 году. У них было шестеро детей. В 1812 году, после кончины главного редактора Джозева Денни (англ. Joseph Dennie), Биддл взял на себя ответственность за выпуск журнала и переехал жить на улицу 7 (англ. 7th St) вблизи Спрус-стрит (англ. Spruce Street).